# Herta Rennebaum
Herta Rennebaum (* 1. Juli 1902 in Wegeleben bei Halberstadt; † 5. März 1996 in Halberstadt) war eine deutsche Klavierpädagogin und Pianistin.

## Leben uns Wirken
Herta Rennebaum wurde als Tochter des Arztes und Sanitätsrates Franz Rennebaum († 1928 in Halberstadt) und dessen Ehefrau Elise Auguste Amalie, geb. Lenz (* 27. Januar 1864 in Gerbstedt; † 14. Januar 1938 in Halberstadt) in der Stadt Wegeleben bei Halberstadt geboren. Der Onkel mütterlicherseits war als Arzt ein bedeutender Mitinitiator des Musiklebens sowie Dirigent des Ärzte- und Schwestern-Chores der Poliklinik Halberstadt.
Herta Rennebaums wuchs in einer künstlerisch anregenden Umgebung auf: Mit Einweihung des neuen Stadttheaters am 30. September 1905 (Architekt: Bernhard Sehring; bei der Bombardierung am 8. April 1945 zerstört) hatte ihr Vater das Amt des Theaterarztes übernommen. Dadurch kam es früh zu Begegnungen mit der Bühnenkunst und mit bedeutenden Künstlern. Eine besondere Prägung erfolgte durch die von dem Chirurgen und Gallenblasen-Spezialisten Hans Kehr und dem Musikdirektor Fritz Hellmann initiierten Halberstädter Wagner-Festspiele mit der originalen Star-Besetzung der Bayreuther Wagner-Festspiele.
Ihre pianistische Ausbildung erhielt Rennebaum in Berlin bei Richard Rössler (Hochschule für Musik Berlin) und dem Reformer der Technik des Klavierspiels Rudolf Maria Breithaupt (Stern’sches Konservatorium Berlin). Im Jahr 1925 ließ sie sich als Pianistin und staatlich geprüfte Musiklehrerin in Halberstadt nieder. Ihre Unterrichtstätigkeit übte sie über sechs Jahrzehnte in Halberstadt aus. Als Konzertsolistin trat sie vor allem mit Werken von Beethoven, Chopin und Liszt sowie der gemäßigten Moderne auf und gab Klavierkonzerte in einer Reihe mit Pianisten wie Wilhelm Kempff, Walter Gieseking, Elly Ney und Wilhelm Backhaus.
Nach dem Zweiten Weltkrieg engagierte sie sich mit Konzerten für den Wiederaufbau des zerstörten Halberstadt. Ihre Musikschule entwickelte sich in der DDR zu einem kulturell-geistigen Zentrum für die nach gesellschaftlichem Sinn und geistiger Orientierung suchende junge Generation. Zu ihren Schülern gehörten u. a. der Mediziner, Molekularbiologe und Bürgerrechtler Jens Reich („Sie war für mein ganzes Leben Vorbild einer enthusiastischen Pädagogin“), der Schlagerkomponist Hans-Georg Schmiedecke (DDR-Hit „Wie ein Stern in einer Sommernacht“ für Frank Schöbel) und die Rock- und Pop-Sängerin Anke Lautenbach.
Maßgeblich unterstützte sie die Aufführungen des Komponisten und langjährigen Musikdirektors des Volkstheaters Halberstadt Hans Auenmüller und den Aufbau des Jugendstreichorchesters Halberstadt unter der Leitung des Musikpädagogen und Dirigenten Rolf Reinhart Loose sowie die Internationale Kammermusikreihe »Stunde der Musik« von Hans-Ulrich Sauer, für die sie der Stadt Halberstadt einen Grotrian-Steinweg-Flügel als Konzertinstrument stiftete. Sie erteilte bis in ihr neuntes Lebensjahrzehnt Klavierunterricht.

## Ehrungen
- 1994: Ehrenmitglied der Internationalen Andreas-Werckmeister-Gesellschaft e.V.
- 1995: Kulturpreis der Stadt Halberstadt[13]
- 1996: Ehrenmitglied des Halberstädter Kammermusikvereins e.V.[14]

## Schüler (Auswahl)
- Ingeborg Peukert (1929–2004), Konzertpianistin, Hochschullehrerin, Hochschule der Künste Berlin (HdK)
- Giselher Schuschke (1935–2008), Mediziner, Hochschullehrer, Medizinische Hochschule/Otto-von-Guericke-Universität Magdeburg (wollte ursprünglich Laufbahn als Konzertpianist einschlagen)
- Rolf-Reinhart Loose (1938–1998), Musikpädagoge, Chor- und Orchesterdirigent, Leiter des in seiner Art einzigartigen Jugendstreichorchesters Halberstadt
- Hans-Georg Schmiedecke (1935–1989), Tanz- und Unterhaltungsmusiker, Musikredakteur beim Rundfunk, Komponist, u. a. Schlager-Hit Wie ein Stern in einer Sommernacht (Interpret: Frank Schöbel)
- Jens Reich (* 26. März 1939), Mediziner, Molekularbiologe, Bürgerrechtler
- Bernd Großheim (* 1944), Gymnasiallehrer für Musik, Chordirigent, Fortuna-Band Gröningen
- Rüdiger Pfeiffer (* 25. Mai 1955), Musikwissenschaftler, Violoncellist, Hochschullehrer, Mitbegründer der Orchesterwerkstatt Junger Komponisten mit dem Nordharzer Städtebundtheater, heute: Harzer Sinfoniker, Solo-Cellist des Telemann-Kammerorchesters Michaelstein (Kammermusiker)
- Klaus Hebecker, Violinist, Gewandhausorchester Leipzig, Bachorchester des Gewandhauses Leipzig, Primarius des Hebecker-Quartetts
- Gottfried Köhler, Organist
- Anke Lautenbach (1960–2012), Sängerin (Rock-Pop-Schlager), Gesangsdozentin an der Theaterakademie Vorpommern, Diskografie